# ポンシル
ポンシル（仏: Pontcirq）は、フランス南西部のオクシタニー地域圏ロット県に属するコミューン。

## 地理
県の西部にあり、県都のカオールから北西に18km、小郡の中心地のカテュから西に6kmのところに位置する。森の開けた場所に畑や牧草地が広がり、そのところどころに民家が集まっている。街から南へ伸びる道を行くと、幹線道路のD660に接続する。

## 行政
- 市長：ティエリー・シャタン（Thierry Chatain、2001年3月から）

## 人口の推移
| 1962年 | 1968年 | 1975年 | 1982年 | 1990年 | 1999年 | 2006年 |
| ------ | ------ | ------ | ------ | ------ | ------ | ------ |
| 120    | 144    | 140    | 141    | 141    | 151    | 148    |

INSEEより。